# Список монастырей Вологодской области
На территории современной Вологодской области ранее существовало 134 монастыря. Действующие выделены в списке жирным шрифтом.

## Белозерское благочиние
- Кирилло-Белозерский монастырь
- Воскресенский Горицкий монастырь
- Курдюжская Николаевская пустынь
- Геннадиева Белозерская Преображенская пустынь
- Ковженский Николаевский монастырь
- Андозерский Успенский монастырь
- Даниилов Шужгорский Спасо-Преображенский монастырь
- Озадский Николаевский монастырь
- Иродионова Илоезерская Богородицерождественская пустынь
- Фетининская Мариинская пустынь
- Зосимовская Ворбозомская Благовещенская пустынь
- Усть-Шехонский Троицкий монастырь
- Кирилло-Новоезерский Воскресенский монастырь
- Спасогорский Троицкий монастырь
- Белозерский Петро-Павловский монастырь
- Важбахтская Пятницкая пустынь
- Хабарова на Носах Петропавловская пустынь
- Лужандозерская Троицкая пустынь
- Андомский Николаевский монастырь
- Куржанская Троицкая пустынь
- Спасо-Маткозерская пустынь
- Казанская на Климентовских озерах пустынь
- Рубежская Троицкая пустынь
- Вожеозерский Спасский монастырь
- Ферапонтов Богородице-Рождественский монастырь
- Белозерский Никитский монастырь
- Нило-Сорская Сретенская пустынь
- Вытегорский Покровский монастырь
- Алмозерский Ильинский монастырь
- Пятницкая Кедринская пустынь
- Макариевская Высокоезерская пустынь

## Великоустюжское благочиние
- Богородицкая Тихвинская пустынь
- Симоно-Воломская Крестовоздвиженская пустынь[1]
- Теплогорская Богородицкая мужская пустынь
- Орловский Троицкий монастырь
- Гледенский Троицкий монастырь
- Филипповская Яиковская Знаменская пустынь
- Устюжский Михаило-Архангельский монастырь
- Устюжский Иоанно-Предтеченский монастырь
- Устюжский Спасо-Преображенский монастырь
- Устюжский Покровский монастырь
- Дуниловская Богородицкая пустынь
- Лальский Михаило-Архангельский монастырь[2][3]

## Вологодское благочиние
- Спасо-Прилуцкий Димитриев монастырь
- Песоцкая Антониева пустынь
- Сямский Богородице-Рождественский монастырь
- Песочный Успенский монастырь
- Харитонцева Николаевская пустынь
- Арсениево-Маслянская Одигитриевская пустынь[4]
- Рябинина Казанская пустынь
- Печенгский Спасо-Преображенский монастырь
- Заоникиевская Богородице-Владимирская пустынь
- Николаевский на Валухе монастырь
- Вологодский Горний Успенский монастырь
- Вологодский Святодухов монастырь
- Дюдикова Предтеченская пустынь
- Кобылкин Ильинский монастырь
- Троицкий у Кайсарова ручья монастырь или Герасимова пустынь
- Воздвиженский монастырь

## Тотемское благочиние
- Бабозерская Николаевская пустынь
- Зосимо-Савватиевская пустынь
- Федосеева Негренская Успенская пустынь
- Дружинина Зосимо-Савватиевская пустынь
- Печенгская Спасская пустынь
- Агапитов Маркушевский Николаевский монастырь[5]
- Заозерская Введенская пустынь
- Тотемский Богородицко-Владимирский монастырь
- Дедова Троицкая пустынь
- Тиксненский Спасский монастырь[6]
- Борисо-Глебский у новых варниц монастырь
- Тотемский Спасо-Суморин монастырь

## Харовское благочиние
- Николаевская Верхопежемская пустынь
- Спасская Боровинская пустынь
- Верхнетерменгская Воскресенская пустынь
- Ефремова Леванидовская Спасо-Николаевская пустынь
- Спасо-Евфимиев Сянжемский монастырь
- Верхоситская Преображенская пустынь
- Зубовская Николаевская пустынь
- Катромский Николаевский монастырь
- Семигородняя Успенская пустынь
- Цывецкая Николаевская пустынь

## Центральное благочиние
- Свято-Троицкий Павло-Обнорский монастырь
- Стефанов на озере Комельском Николаевский монастырь (Николаевская Озерская пустынь)
- Арсениев Комельский Ризоположенский монастырь (Сухарусова пустынь)[7]
- Воскресенский монастырь
- Кохтышская Иоанно-Богословская пустынь
- Перцова Троицкая пустынь
- Иннокентиев Комельский Спасо-Преображенский монастырь[8]
- Сергиев Нуромский Спасо-Преображенский монастырь
- Корнилиев Комельский Введенский монастырь
- Коптевская Николаевская пустынь
- Мокрая Николаевская пустынь
- Подболотная Архангельская пустынь
- Авнежский Троицкий монастырь
- Борисо-Глебская пустынь
- Александро-Коровина Троицкая пустынь
- Ржаницына Спасо-Преображенская пустынь
- Николаевский Усть-Стрелицкий монастырь
- Голубинская Богородице-Рождественская пустынь
- Капитоновская Княгинина Спасская пустынь
- Дионисиев Глушицкий Леонтиев монастырь
- Дионисиев Глушицкий Покровский монастырь
- Глушицкий Сосновецкий Предтечев монастырь[9]
- Рабангский Спасо-Преображенский монастырь
- Григориево-Пельшемский Лопотов Богородицкий монастырь
- Репная Спасская пустынь
- Подольный Успенский монастырь
- Вондожская Богородицерождественская пустынь
- Белавинская Богоявленская пустынь
- Пречистенский на Лысой горе монастырь
- Александро-Куштская Успенская пустынь
- Спасо-Каменный монастырь (Белавинская Спасо-Преображенская пустынь)
- Святолуцкий Николаевский монастырь
- Кубенская Преображенская пустынь

## Череповецкое благочиние
- Усть-Ножемская Одигитриевская пустынь
- Колповская Успенская пустынь
- Становищский Николаевский монастырь
- Танищский Троицкий монастырь
- Филиппо-Ирапская Красноборская Троицкая пустынь
- Гурьева Шалочская Успенская пустынь
- Моденский Николаевский монастырь
- Филаретова пустынь
- Устюженский Богородице-Рождественский монастырь
- Устюженский Ильинско-Воскресенский монастырь
- Устюженский Благовещенский монастырь
- Троице-Благовещенская Синозерская Пустынь
- Шухтовский Покровский монастырь
- Парфеновский Богородицкий монастырь
- Леушинский Предтеченский монастырь
- Досифеева Троицкая пустынь
- Азарьев Выксинский Николаевский монастырь
- Воронинская Успенская пустынь
- Преображенская пустынь, что в Езовых
- Пошехонский Ильинский монастырь
- Спасо-Ломовский монастырь или Игнатиева Верхоломская пустынь
- Югская Дмитриевская пустынь
- Череповецкий Воскресенский монастырь
- Антониева на Черных озерках Богородицкая пустынь
- В Судбищах на Шексне Николаевская пустынь